# DJ Laz
DJ Laz, de son vrai nom Lazaro Mendez, est un rappeur et disc jockey américain.

## Biographie
Il présente une émission de radio DJ Laz Morning Show à Miami sur WPOW 96.5 FM, pendant 22 ans jusqu'en avril 2012. Une nouvelle émission au même titre est lancée le 4 juillet 2012.
DJ Laz signe avec le label Pandisc et publie son premier album, DJ Laz featuring Mami El Negro, en 1991, classé 86e des R&B Albums ; le single Mami El Negro débute au Top 100.
DJ Laz est surtout connu pour ses albums DJ Laz et Category 6, classés au magazine Billboard. 
Il est également notable pour les simples Journey Into Bass, publié en 1994, et Move Shake Drop, publié en 2008, classé 56e au Billboard Hot 100. 
En juillet 2012, Justin Bieber appelle le n° de téléphone 911 pour informer les autorités de paparazzi qui le suivent ; le DJ Laz Morning Show est la première émission à obtenir l'enregistrement de l'appel de Bieber, qu'il diffuse sur la chaîne de radio LA 96.3. 
Le mardi 11 septembre 2012, le DJ Laz Morning Show diffuse une interview pré-enregistrée sur le président américain Barack Obama.
Le 5 mai 2014, DJ Laz tue accidentellement un jeune homme de 23 ans qui l'aide à décoincer son bateau à Biscayne Bay mais est pris dans les hélices de l'embarcation.

## Discographie

### Albums studio
- 1991 : DJ Laz featuring Mami El Negro ;
- 1993 : Journey In ;
- 1994 : The Latin Album ;
- 1996 : Bass XXX, Vol. 2 ;
- 2001 : XXX Breaks ;
- 2008 : Category 6.

### Compilation
2001 : Greatest Hits.

### Singles
- 1991 : Mami El Negro ;
- 1992 : Moments in Bass ;
- 1992 : Latin Rhythm ;
- 1992 : Hump All Night ;
- 1993 : Journey Into Bass ;
- 1995 : Shake It Up ;
- 1996 : Esa Morena ;
- 1998 : Sabrosura ;
- 1998 : Negra Chula ;
- 1999 : Get Your Ass Off Stage ;
- 2000 : The Red Alert Project ;
- 2000 : Ki Ki Ri Bu ;
- 2000 : Facina ;
- 2008 : Move Shake Drop (featuring Flo Rida, Casely and Pitbull) ;
- 2008 : She Can Get It ;
- 2009 : I Made It to the U.S.A ;
- 2010 : Alcoholic (featuring Pitbull).